# Daegu Korea Powertrain FC
Daegu Korea Powertrain FC (kor. 대구 한국 파워트레인 축구단), klub piłkarski z Korei Południowej, z miasta Daegu, który w 2007 występował w K3 League (3. liga).
W 2008, z powodu problemów związanych ze znalezieniem odpowiedniego stadionu przed startem sezonu, klub wycofał się z rozgrywek ligowych.